# Camarógrafo

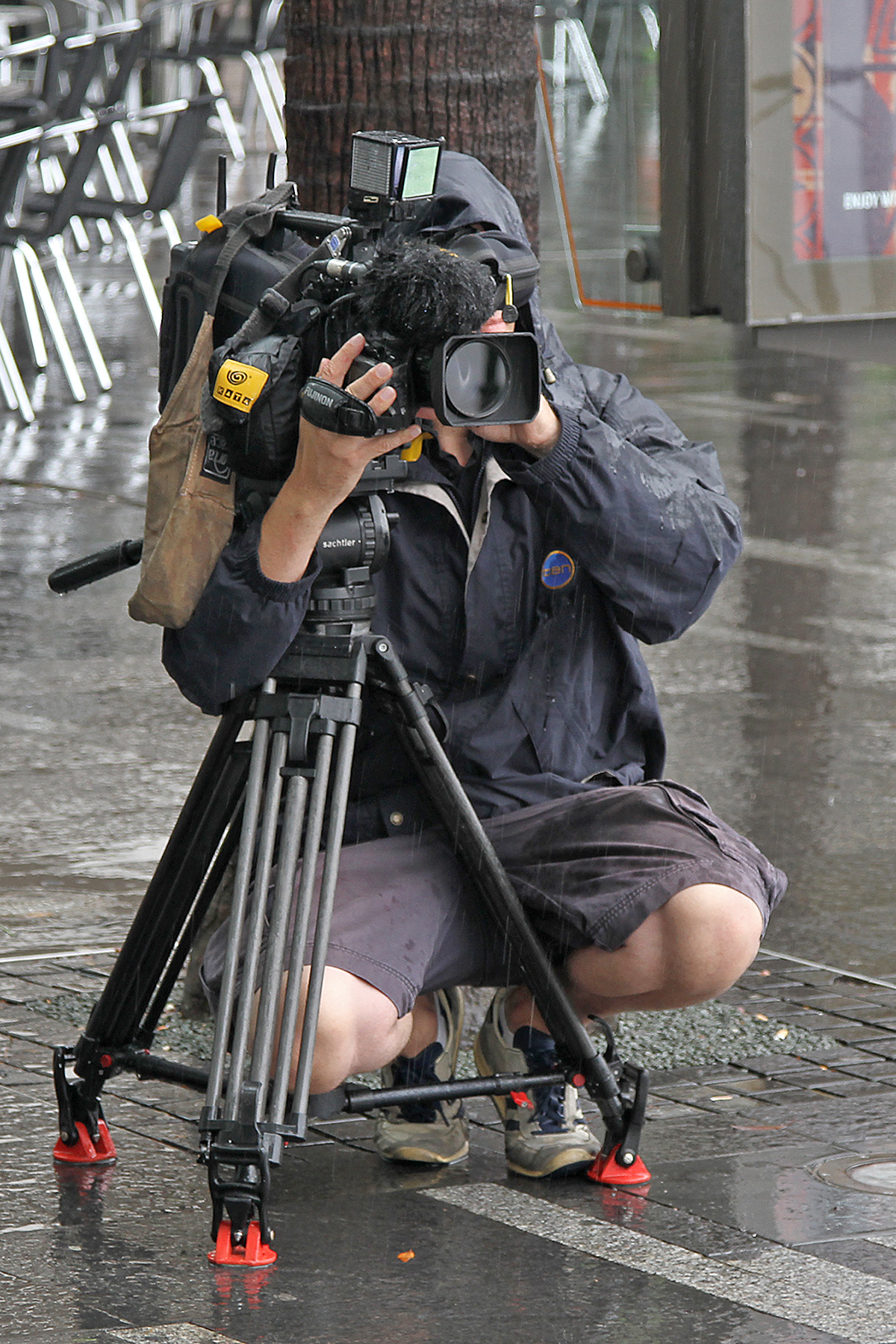
Operador de cámara de noticias.

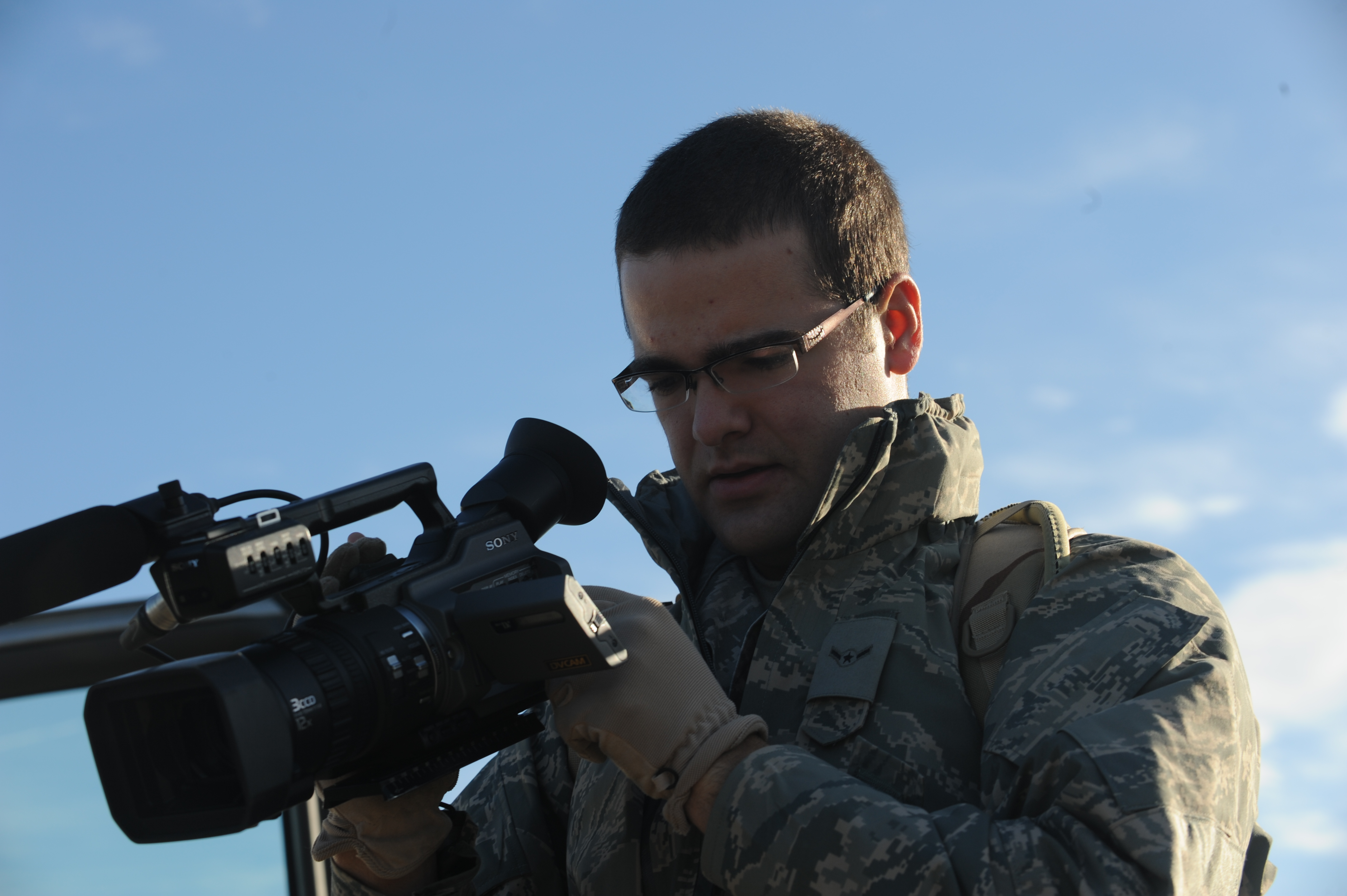
Camarógrafo realiza una comprobación de la función en su cámara de vídeo antes de grabar.

El camarógrafo, operador de cámara o, simplemente, cámara es el encargado de manejar la cámara. De él dependen funciones como el emplazamiento de la cámara, los movimientos con o sin desplazamiento, y la correcta utilización de la imagen a través de los distintos tipos de óptica y sistemas de captura siendo un género periodístico de muchos años de la historia. Además, desde la cámara (o la imagen de esta), el director se entera, con la información del camarógrafo, de cualquier anormalidad en la imagen, ya sea un farol que se ve en cuadro, un cable o un brillo indeseado en el lente, etc. Los movimientos de cámara tienen que ser fluidos y más bien lentos, para no crear molestia en el espectador, y generalmente se trata de que haya una armonía general en el trabajo del camarógrafo respecto de las tareas del resto de los involucrados.

## Funciones
Las funciones principales del camarógrafo son:
- Preparar, manejar la cámara y todo su equipamiento
- Trabajar con el director y el director de fotografía para conseguir un estilo visual concreto.
- Gestionar el personal del departamento de cámara y comunicarse con los actores. [3]

Los camarógrafos siguen las instrucciones del director de fotografía y del director. Normalmente, cuentan con un foquista que trabaja conjuntamente con ellos, el cual se encarga de hacer las correcciones lumínicas necesarias para conseguir una imagen nítida, o de la forma más adecuada al proyecto que estén realizando. Suelen empezar a trabajar al final de la preproducción y asisten a consultas técnicas con otros jefes de departamento.
Después de que el director y el director de fotografía hayan ensayado y acordado los encuadres, el camarógrafo y el director de fotografía deciden dónde colocarán la cámara y qué lentes y equipos de soporte utilizarán. Los camarógrafos se mantienen en contacto con otros jefes del departamento para mantenerles informados sobre cómo la posición y el movimiento de la cámara pueden impactar en su trabajo.
Durante el rodaje, los camarógrafos son responsables de todos los aspectos de la utilización de la cámara, lo que permite al director de fotografía concentrarse exclusivamente en la iluminación y estilo visual general del film.
Los operadores de la cámara deben asegurarse de que la cámara y el equipo estén preparados para las configuraciones necesarias y puedan reaccionar a cualquier imprevisto o cambio de última hora. Tienen que poder realizar múltiples tareas y mirar, escuchar y tomar decisiones sobre la marcha mientras llevan a cabo tareas técnicas complejas.
Trabajan estrechamente con el director, ajustando los detalles exactos de cada encuadre, sugiriendo mejoras creativas o alternativas. Además supervisan la logística de mover la cámara y el trabajo de mantenimiento de la cámara.

## Televisión y cine
En televisión, el camarógrafo es el encargado de la captura de la imagen, comunicándose con ayuda del director de cámaras (en operaciones de radiodifusión), desde el switcher (controles), el director se encarga de seleccionar las cámaras que mejor convengan en cada momento, e indica qué planos preferentemente obtener.
La diferencia del operador de cámaras de televisión, con respecto al de cine, es que el primero debe tener cierta agilidad, versatilidad, y dinámica, para trabajar en todo tipo circunstancias y en muchos casos trabajar con enlaces en vivo, lo cual necesita de precisión, pues en esas circunstancias las tomas no pueden ser editadas ni repetirlas.
En cuanto a la dificultad de las tomas del camarógrafo que opera en producciones cinematográficas, dependen del director o del guion de planos que se ejecuten al momento de las escenas. Por el contrario, como se cita el párrafo anterior, el operador de cámaras que lo hace en un estudio de televisión o en producciones exteriores (para televisión) ya sea en programas variados, magazines, noticieros, etc, debe contar con una gran versatilidad y creatividad para poder corregir los errores, ya que la mayoría de la programación que se ejecuta es en vivo y directo.
Ahora bien, además de las funciones enunciadas anteriormente, el camarógrafo no solo es el profesional que opera una cámara sino que actúa como reportero gráfico al plasmar y relatar la historia a través de las imágenes captadas por su lente.

## Reconocimiento

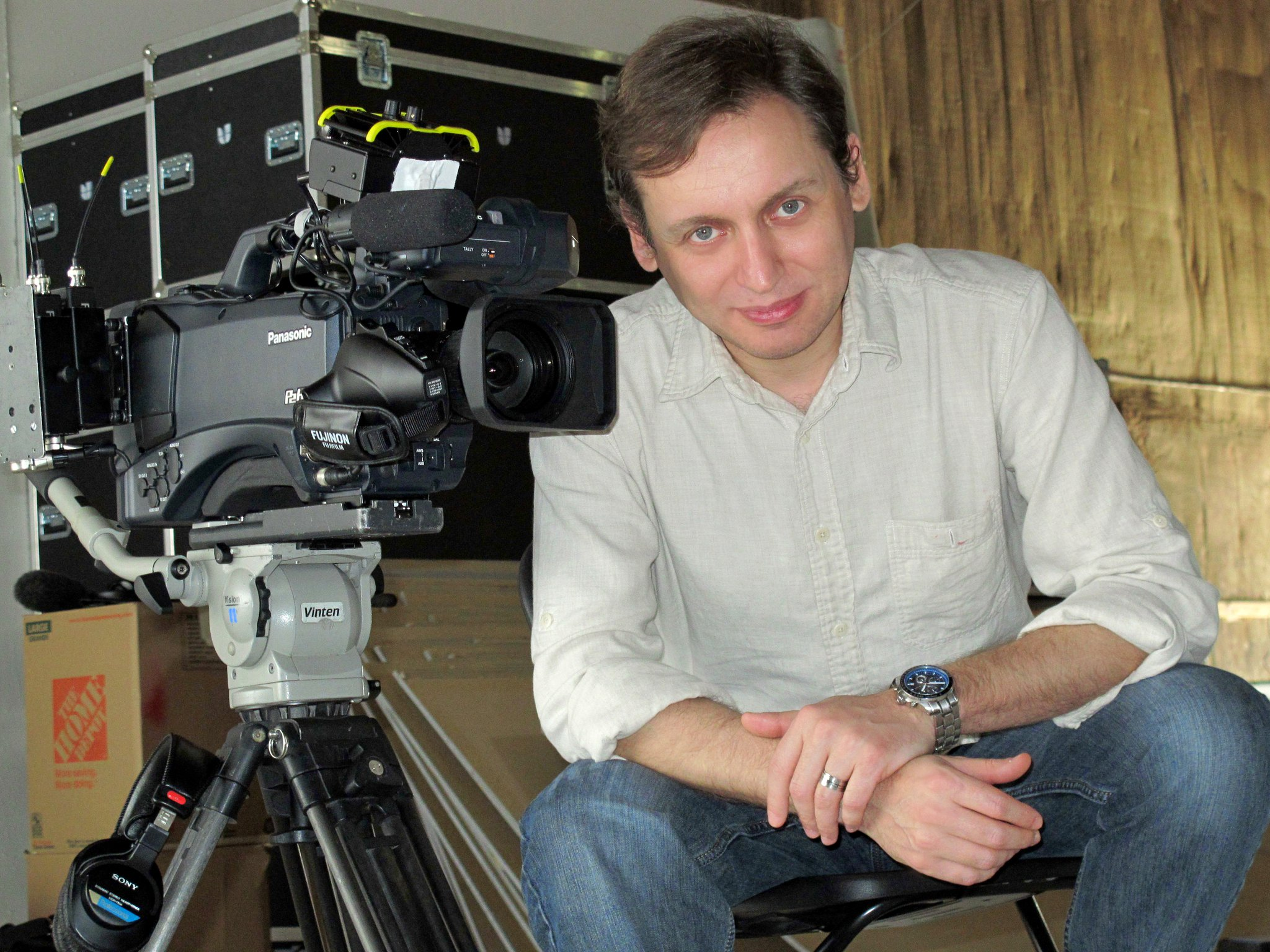
Periodista con su moderna cámara para notas en exteriores.

En la mayoría de los casos son figuras invisibles que no gozan del mismo reconocimiento que los periodistas o fotógrafos, cuando su labor es igual de importante dentro de los medios y en especial en el ámbito periodístico, como lo hizo ver el programa "El Ojo en la Noticia" de TVE, que recoge el testimonio de seis camarógrafos o reporteros gráficos que han sido testigos de los sucesos más importantes de las últimas décadas de nuestra historia.
El camarógrafo debe ser reconocido porque siempre está en el momento de los hechos, ya sea una situación agradable, arriesgada o desafortunada, claro ejemplo lo podemos ver en los vídeos que aún se conservan sobre la Segunda Guerra Mundial, vídeos que fueron grabados en los campos de batalla y en los campos de concentración, difícilmente conocemos quién capturó los hechos, sin embargo, gracias a la función de esos camarógrafos tenemos un fragmento de historia en nuestras manos. 
Por países
(Por orden alfabético)
Por ello cabe destacar que, como cualquier profesión, tiene una fecha especial para reconocerse. 
- Argentina: 
  - Día del Camarógrafo Argentino (29 de junio).[5][6]

- Colombia: 
  - Día del Camarógrafo (20 de febrero).

- México: 
  - Día del Camarógrafo (20 de febrero).

- Panamá: 
  - Día del Camarógrafo (6 de febrero).